# ベクトル化率
ベクトル化率（ベクトルかりつ）は、プログラムの実行において、
ベクトル命令で実行可能な時間／全てスカラー命令で実行した場合の総計算時間のことである。